# افق رویداد (فیلم)
افق رویداد (انگلیسی: Event Horizon) فیلمی در ژانر ترسناک، علمی–تخیلی و ماجرایی به کارگردانی پل دبلیو. اس. اندرسون است که در سال ۱۹۹۷ منتشر شد.

## بازیگران
- لارنس فیشبرن
- سام نیل
- کاتلین کویینلان
- جولی ریچاردسون
- جیسون ایساکس
- ریچارد تی جونز
- جک نوثورتی
- شان پرتوی